# Ляды (Пермский край)
Ляды — село в Пермском районе Пермского края. Входит в состав Сылвенского сельского поселения.

## Географическое положение
Расположено на берегу реки Сылва при впадении в неё реки Лядовка, примерно в 19 км к северо-западу от административного центра поселения, посёлка Сылва.

## Население
| 2010 | 2021  |
| ---- | ----- |
| 1156 | ↘1020 |

## Топографические карты
- Лист карты O-40-66 Сылва. Масштаб: 1 : 100 000. Издание 1977 г.